# Paragripopteryx merui
Paragripopteryx merui är en bäcksländeart som beskrevs av Froehlich 1994. Paragripopteryx merui ingår i släktet Paragripopteryx och familjen Gripopterygidae. Inga underarter finns listade i Catalogue of Life.